# Сан-Хуан-Батиста (Калифорния)
Сан-Хуа́н-Бати́ста или Сан-Хуа́н-Баути́ста (англ. San Juan Bautista) — сельскохозяйственный город в округе Сан-Бенито, штат Калифорния (США). По данным переписи за 2010 год число жителей города составляло 1862 человек.
Город Сан-Хуан-Баутиста был назван в честь миссии Сан-Хуан-Баутиста.
Дом Хуана Баутиста де Анза, дом генерала Хосе Кастро и исторический район Пласа-де-Сан-Хуан-Баутиста (исп. Plaza Central de San Juan) являются национальными историческими достопримечательностями. В городе находится Эль Театро Кампесино.

## Географическое положение
По данным Бюро переписи населения США город имеет общую площадь в 1,84 км².

## Население
| Год переписи | Нас. |  | %±     |
| ------------ | ---- |  | ------ |
| 1880         | 484  |  | —      |
| 1890         | 463  |  | −4,3%  |
| 1900         | 449  |  | −3%    |
| 1910         | 326  |  | −27,4% |
| 1920         | 501  |  | 53,7%  |
| 1930         | 772  |  | 54,1%  |
| 1940         | 678  |  | −12,2% |
| 1950         | 1031 |  | 52,1%  |
| 1960         | 1046 |  | 1,5%   |
| 1970         | 1164 |  | 11,3%  |
| 1980         | 1276 |  | 9,6%   |
| 1990         | 1570 |  | 23%    |
| 2000         | 1549 |  | −1,3%  |
| 2010         | 1862 |  | 20,2%  |
| 2016         | 1975 |  | 6,1%   |

По данным переписи 2010 года население Сан-Хуан-Батисты составляло 1862 человек (из них 48,0 % мужчин и 52,0 % женщин), в городе было 681 домашних хозяйств и 479 семей. Расовый состав: белые — 60,4 %, коренные американцы — 3,1 %, афроамериканцы — 0,6 %, азиаты — 2,8 %.
Население города по возрастному диапазону по данным переписи 2010 года распределилось следующим образом: 23,1 % — жители младше 18 лет, 4,3 % — между 18 и 21 годами, 60,7 % — от 21 до 65 лет и 11,9 % — в возрасте 65 лет и старше. Средний возраст населения — 38,7 лет. На каждые 100 женщин в Сан-Хуан-Батисте приходилось 92,4 мужчин, при этом на 100 совершеннолетних женщин приходилось уже 92,3 мужчин сопоставимого возраста.
Из 681 домашних хозяйств 70,3 % представляли собой семьи: 50,7 % совместно проживающих супружеских пар (19,7 % с детьми младше 18 лет); 12,6 % — женщины, проживающие без мужей и 7,0 % — мужчины, проживающие без жён. 29,7 % не имели семьи. В 33,6 % домашних хозяйств входили жители младше 18 лет, в 23,2 % — старше 65 лет. В среднем домашнее хозяйство ведут 2,73 человека, а средний размер семьи — 3,21 человека. В одиночестве проживали 23,1 % населения, 7,1 % составляли одинокие пожилые люди (старше 65 лет).

## Экономика
В 2015 году из 1785 человека старше 16 лет имели работу 4504. При этом мужчины имели медианный доход в 52 429 долларов США в год против 52 174 долларов среднегодового дохода у женщин. В 2014 году медианный доход на семью оценивался в 63 000 $, на домашнее хозяйство — в 59 643 $. Доход на душу населения — 28 568 $ в год.